# Pèlerinage de Paul VI en Terre sainte

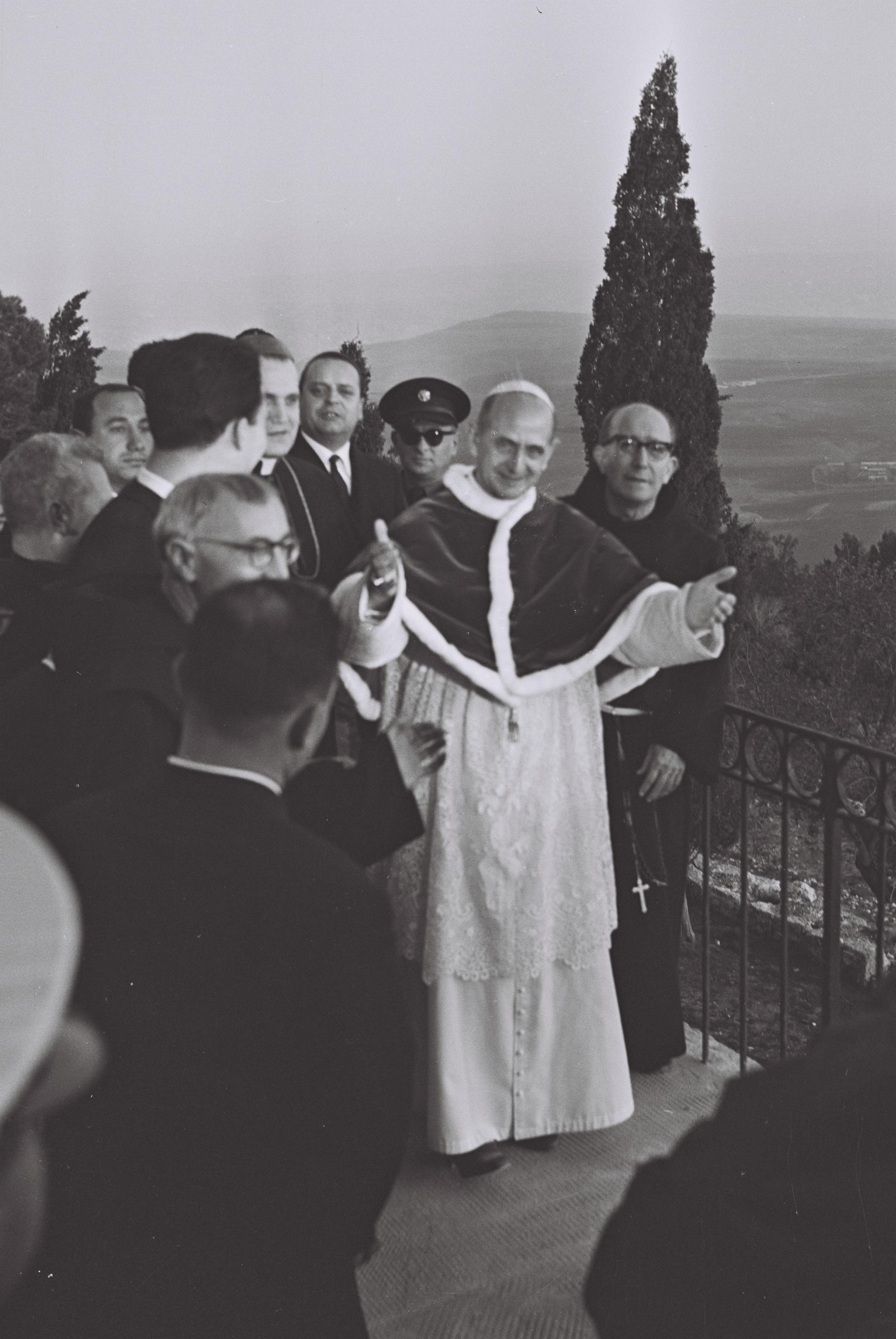
Le pèlerinage de Paul VI au mont Thabor en 1964.

Le pèlerinage du pape Paul VI en Terre sainte se déroula du 4 au 6 janvier 1964. C'est la première fois depuis le pape Pie VII que le souverain pontife quittait l'Italie pour participer à un voyage à l'étranger. Ce pèlerinage en Terre sainte contribua à donner à Paul VI l'image d'un pape pèlerin.

## Origines du pèlerinage
Dans une lettre datée du mois d'août 1963, un prêtre-ouvrier établi en Israël invite le pape Paul VI à venir en Terre sainte afin de venir voir la communauté religieuse qu'il a fondée à Nazareth.
Dans une note personnelle du 21 septembre suivant, le pape trace les principaux traits que devra revêtir ce voyage : « simplicité, piété, pénitence et charité ».
En octobre 1963, Mgr Pasquale Macchi, Mgr Jacques-Paul Martin et l'abbé Paul Casimir Marcinkus sont chargés de se rendre sur place afin d'étudier les modalités du voyage et d'insister sur le caractère uniquement spirituel et non politique du voyage, Israël et la Jordanie étant en conflit depuis vingt ans.
Outre la venue du pape sur les pas du Christ, ce pèlerinage aura aussi une vocation œcuménique, le patriarche Athénagoras (chef de l'Église orthodoxe) souhaitant rencontrer le pape en ce lieu sacré. Paul VI décide de répondre favorablement à cette invitation et envoie le père Duprey à Constantinople pour régler le protocole de cette rencontre œcuménique.

## Déroulement

### Samedi 4 janvier 1964

#### Départ de Rome
Le samedi 4 janvier au matin, le pape se rend à l'aéroport Léonard-de-Vinci de Rome Fiumicino, à Rome. Le président de la République italienne, Antonio Segni, vient saluer le souverain pontife avant que celui-ci ne monte dans l'avion. Le pape répond à ce salut par un discours dans lequel il affirme qu'il s'agit d'un « pèlerinage de prière et de pénitence en vue d'une participation plus intime et vécue aux mystères de la Rédemption ».
Puis, Paul VI prend l'avion, accompagné dans ce voyage par les cardinaux Tisserant, Cicognani (secrétaire d'État) et Testa, ainsi que son ami le Père Bevilacqua. Le cardinal Augustin Bea n'a pas pu y participer, son projet de déclaration sur les Juifs lors du concile ayant été fortement contesté dans les pays arabes.
La sécurité personnelle du pape est composée de soixante membres du Service des renseignements des forces armées, le renseignement militaire italien.
Dans l'avion qui l'emmène en Jordanie, le pape fait envoyer par radio des messages aux chefs des États que l'appareil survole. Cette coutume sera conservée pour les autres voyages.

#### Arrivée en Jordanie
À 13 h 13 (heure locale), Paul VI descend de son avion à l'aéroport d'Amman, en Jordanie, où il est accueilli par le roi Hussein de Jordanie, qui lui adresse ses souhaits de bienvenue. Le pape répond que sa visite a « un caractère spirituel ». Les patriarches catholiques d'Orient sont eux aussi présents à l'arrivée du Saint-Père.

#### D'Amman à Jérusalem
Sur la route qui le mène à Jérusalem, le pape fait d'abord une première halte au bord du Jourdain à l'endroit où saint Jean-Baptiste donna le baptême à Jésus-Christ.

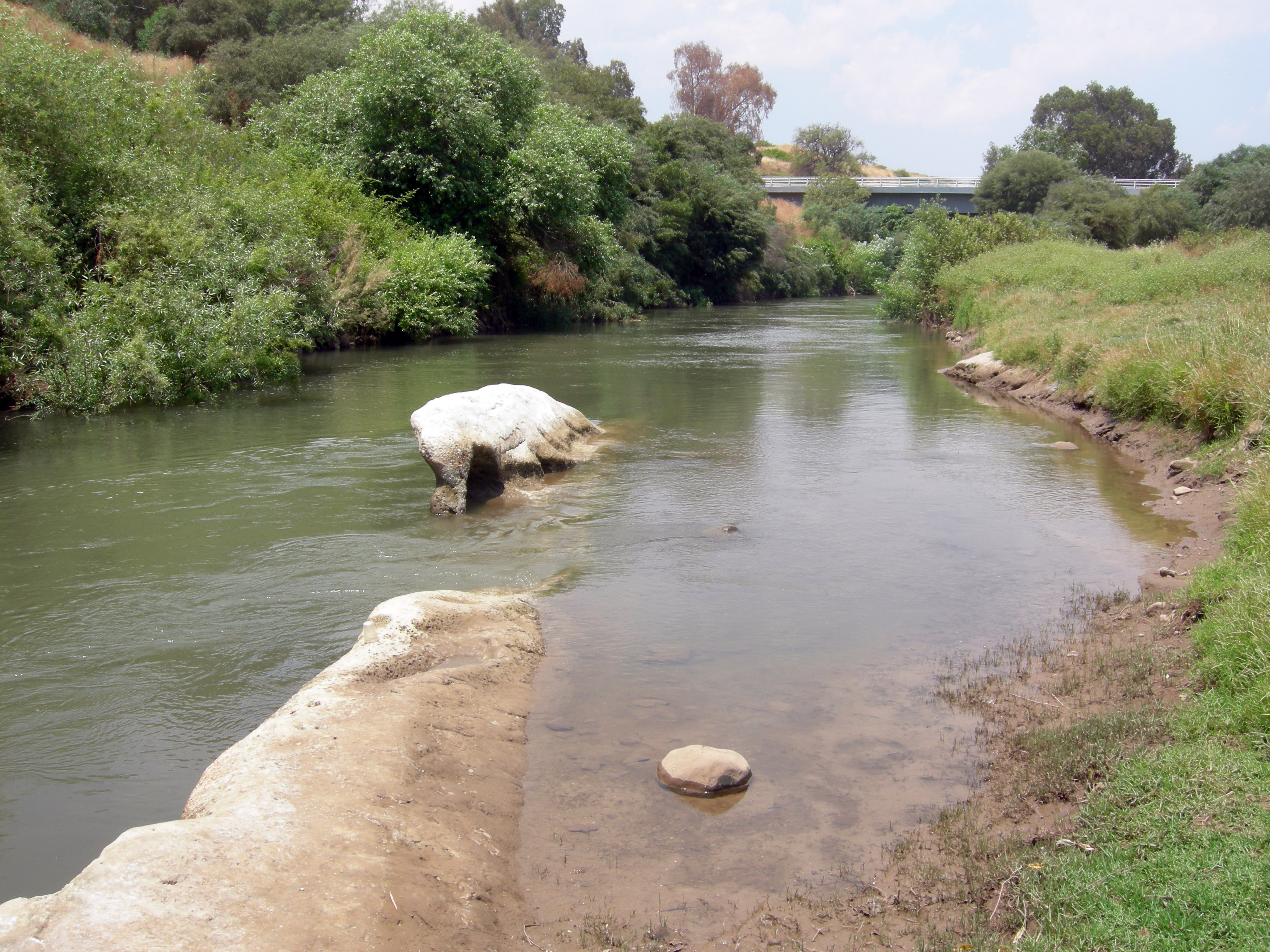
Le Jourdain, fleuve où saint Jean-Baptiste baptisa le Christ.

Puis, le pape fait une seconde halte à Béthanie, où Jésus ressuscita Lazare.

#### Jérusalem

##### Arrivée mouvementée
Arrivant à Jérusalem par la porte de Damas, la voiture du pape est prise d'assaut par des groupes de pèlerins et d'autres voulant l'approcher. Le service d'ordre se trouvant débordé par cet imprévu, aucune cérémonie ne pourra avoir lieu à cet endroit et le pape ne peut prononcer l'allocution qu'il avait préparée.

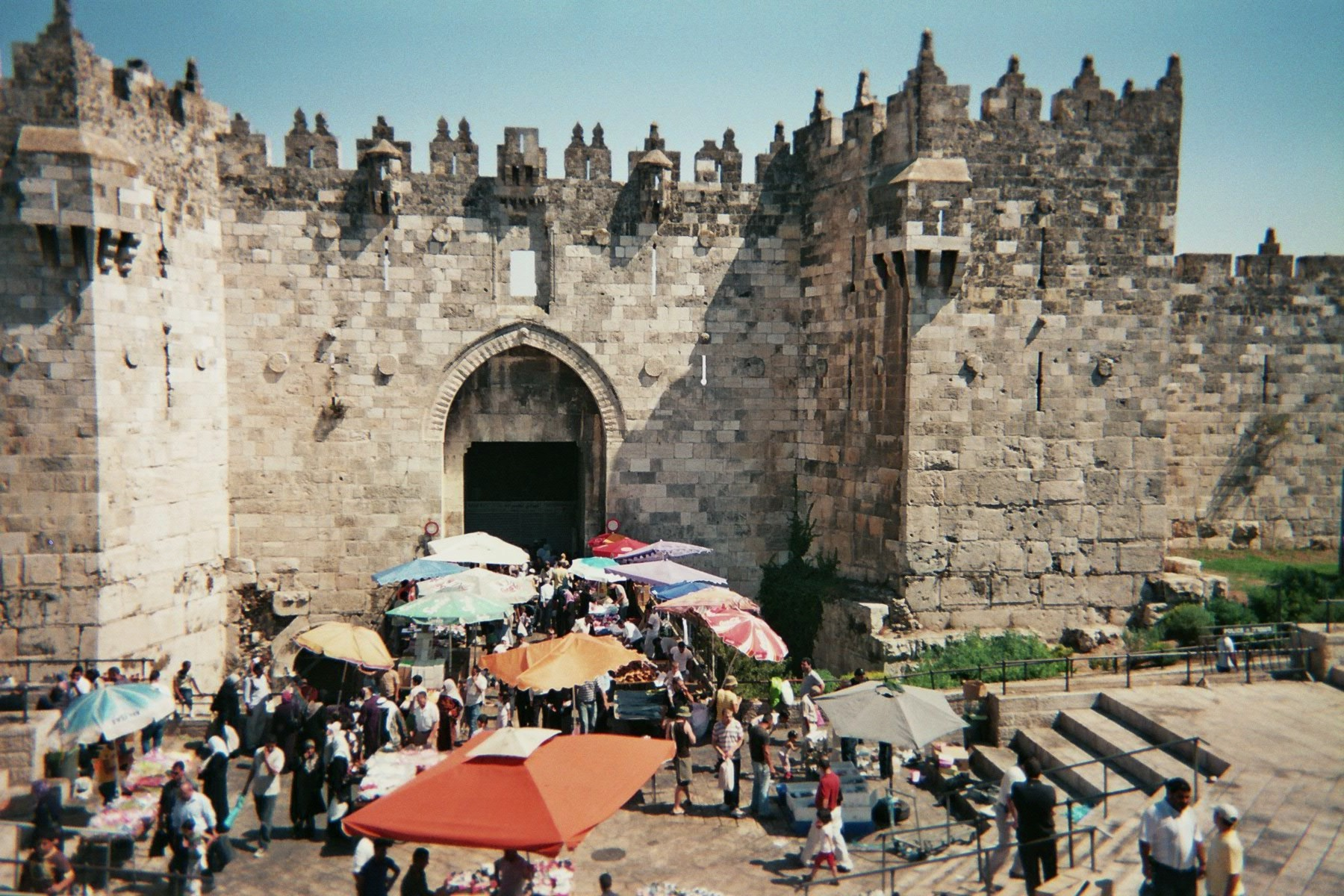
Porte de Damas.

##### Montée de laVia Dolorosa
On fraye à grand peine un passage à la voiture papale, laquelle arrive enfin à la Via Dolorosa, que le Christ gravit en montant au Calvaire.

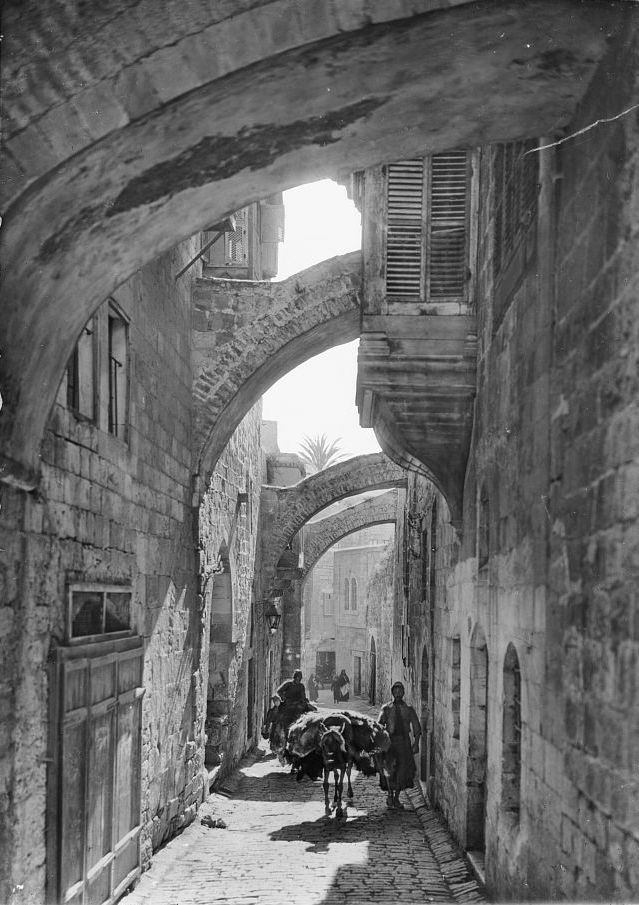
La Via Dolorosa.

 Là, à travers une cohue indescriptible, Paul VI descend de voiture pour monter cette voie à pied. Il était prévu à l'origine que le pape porte une croix de bois et s'arrête devant chaque station. Il ne put cependant ni porter de croix, ni prier devant chaque station, hormis à la sixième où des sœurs l'accueillirent pour lui faire reprendre son souffle. La cohue est telle que le pape trébuche sur les escaliers de la ruelle. Au terme de ce chemin de croix, le pape arrive au Saint-Sépulcre.

##### Messe au Saint-Sépulcre

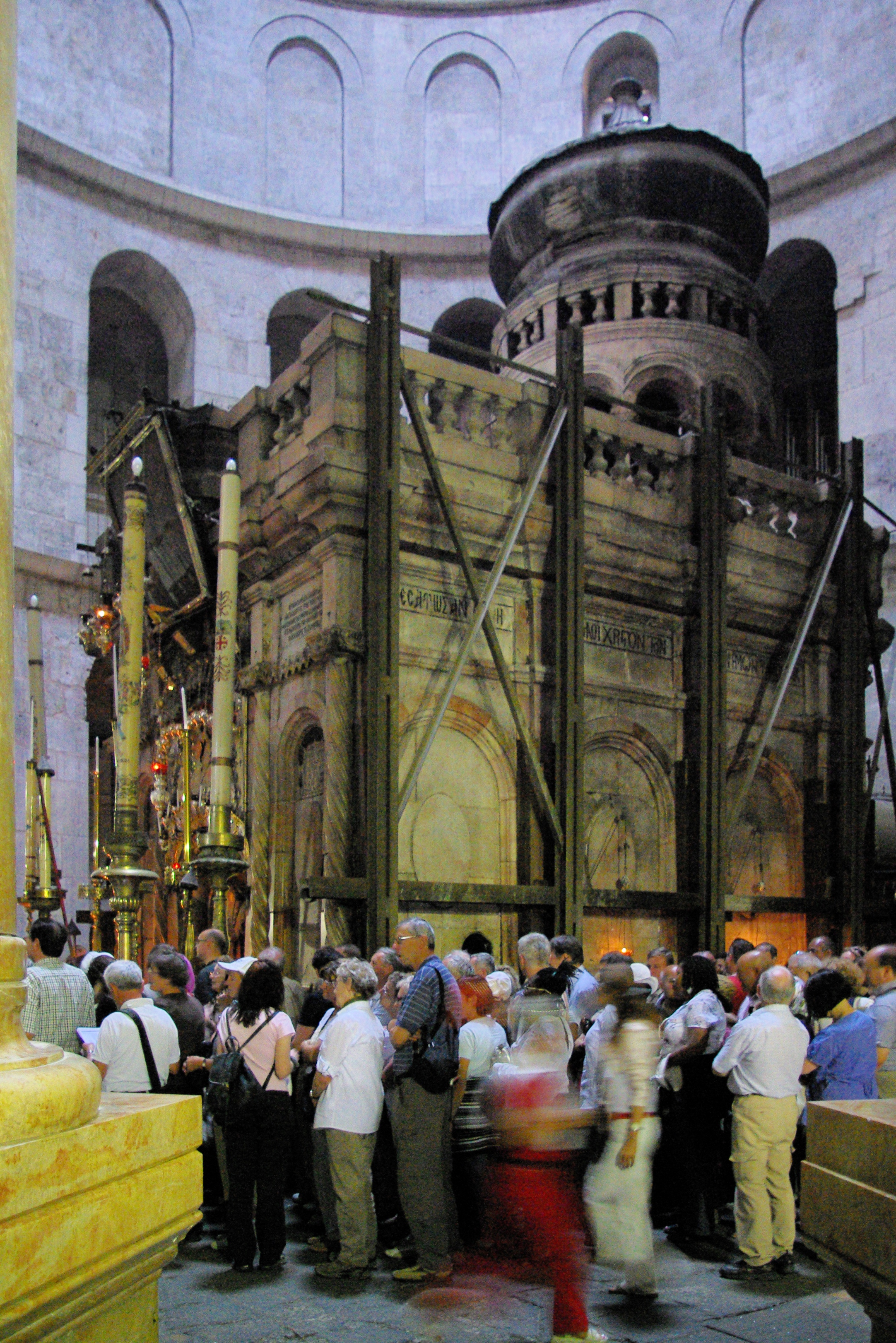
Édicule abritant le tombeau du Christ à l'intérieur de l'église du Saint-Sépulcre.

Au Saint-Sépulcre, le pape s'arrête à l'autel dressé à cinq mètres devant le tombeau du Christ. Une file de policiers défile alors devant lui pour parvenir à la sacristie où sont placés les ornements que Paul VI portera pour célébrer la Messe. Le pape parvient enfin à commencer sa messe basse. Soudain, après la consécration, un incident survient : autour de la coupole du saint-sépulcre, à dix mètres au-dessus du tombeau du Christ, un court-circuit enflamme quatre ou cinq gros câbles. Des étincelles jaillissent, et des flammèches courent le long du sanctuaire. Les lumières s'éteignent brutalement et la télévision retransmettant l'événement est brusquement coupée. Impassible, le pape poursuit sa messe à la seule lueur des bougies. Les câbles enfumés sont finalement débranchés et quelqu'un éteint les flammes au moyen d'un extincteur à neige carbonique. Peu après, le pape termine sa messe. Puis, voyant que la lumière était revenue, le pape rétablit l'autorité en dirigeant une prière et une méditation pendant un quart d'heure.

##### Délégation apostolique
Après la Messe au Saint-Sépulcre, Paul VI se rend à la délégation apostolique de Jérusalem. Là, il y reçoit Benoît Ier de Jérusalem, patriarche orthodoxe grec de Jérusalem, puis Yeghishe Derderian, patriarche orthodoxe arménien de Jérusalem.

##### Couvent Sainte-Anne
Paul VI se rend ensuite à l'église Sainte-Anne, propriété de la France et où les Pères blancs français ont un séminaire grec melkite. Le pape y reçoit six des patriarches catholiques orientaux ainsi que les évêques catholiques orientaux venus à Jérusalem pour le voir.

##### Heure sainte à Gethsemani
Tard dans la soirée, Paul VI se rend à la basilique de Gethsemani, à l'emplacement où Jésus a prié avant sa Passion, en vue d'y célébrer l'Heure sainte. Au cœur de la basilique, il s'agenouille devant la roche de l'agonie tandis que des franciscains lisent un récit de l'agonie du Christ en six langues successives (latin, grec, arabe, arménien, russe et copte). L'assistance récite ensuite le Pater puis le pape, après avoir donné sa bénédiction, échange le baiser de paix avec les cardinaux et les patriarches. Il quitte la basilique à 23 h 28 pour aller passer la nuit à la délégation apostolique.

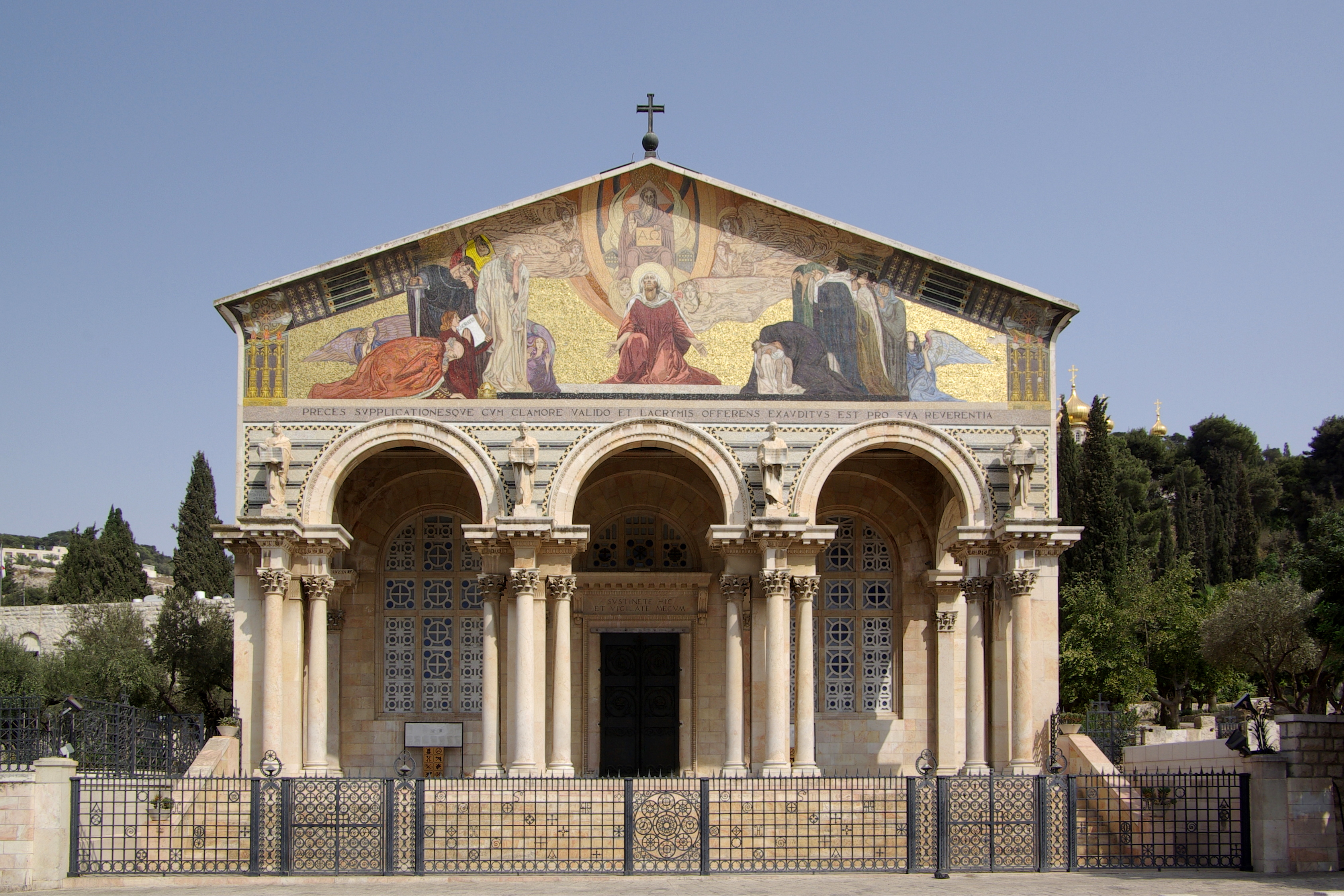
La basilique de l'Agonie à Gethsemani.

### Dimanche 5 janvier 1964

#### Israël

##### Arrivée en Israël
Dès 6 h du matin, Paul VI quitte la Délégation apostolique de Jérusalem pour se rendre en Israël (nous sommes avant la guerre des Six Jours). Après avoir franchi la frontière à Taanach, non loin de Megiddo, le pape est reçu par le président de l'État israélien, Zalman Shazar. Dans sa réponse à l'accueil du président, le pape insiste sur le caractère spirituel de son voyage, répétant qu'il vient pour « vénérer les Lieux saints ».

##### Nazareth
Le cortège pontifical se dirige ensuite vers Nazareth où il arrive à 9 h 45. Paul VI y célèbre la messe dans la crypte de la basilique de l'Annonciation. L'homélie que le pape y prononce est fortement axée sur la dévotion à la Sainte-Vierge. Après la messe, le pape s'arrête au couvent des franciscains.

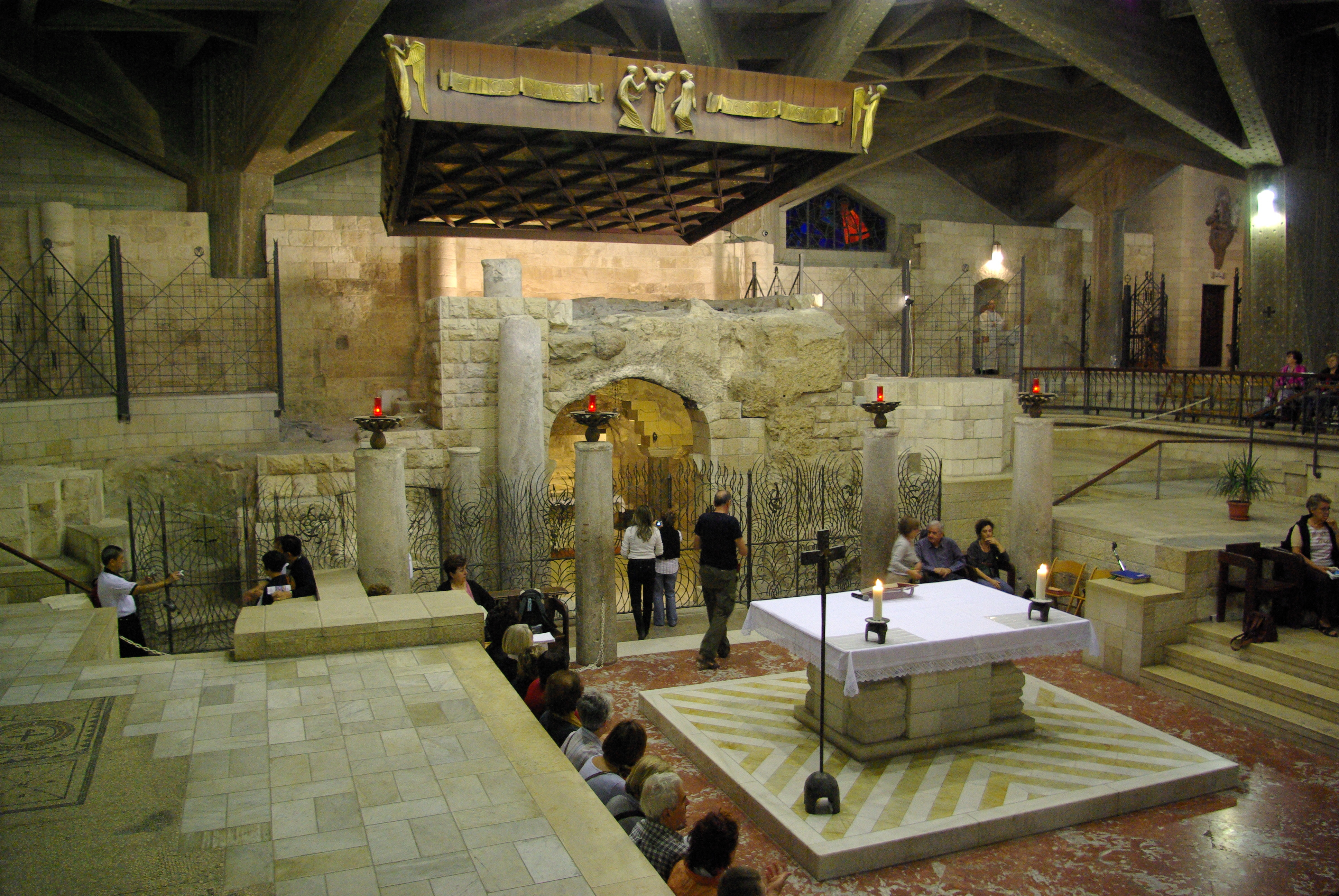
Basilique de l'Annonciation à Nazareth.

##### Cana
Après avoir quitté Nazareth à 11 heures, le pape visite Cana, lieu où le Christ changea l'eau en vin.

##### Tabgha
Puis, Paul VI se rend à Tabgha, lieu du Tu es Petrus, de la multiplication des pains, où saint Pierre jetait ses filets et où Jésus marcha sur les eaux.

##### Capharnaüm
C'est ensuite à Capharnaüm que le pape se rend.

##### Mont des Béatitudes
Après Capharnaüm, le pape passe sur le mont des Béatitudes, à l'endroit où le Christ prononça le sermon sur la montagne. Le souverain pontife s'arrête chez des religieuses italiennes.

##### Mont Thabor
C'est enfin le mont Thabor, endroit de la Transfiguration, que Paul VI visite.

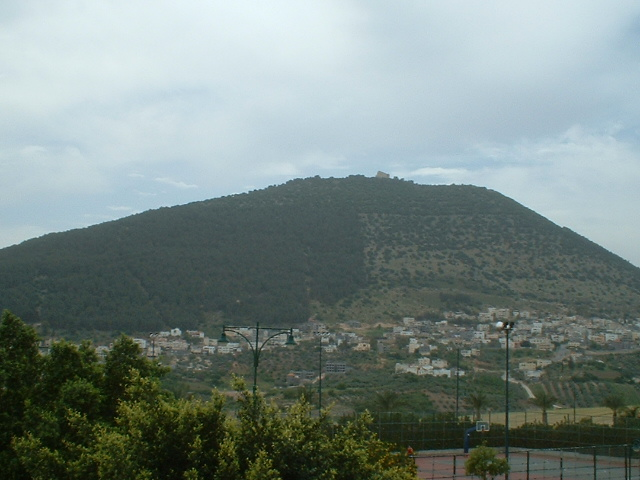
Vue du mont Thabor.

##### Retour à Jérusalem
Le pape rentre à Jérusalem à 18 heures où il est accueilli par le maire de la ville, Mordechai Ish-Shalom. Le pape y visite le Cénacle puis l'église de la Dormition. Avant de quitter le territoire israélien, il prononce un discours de départ aux autorités locales et au président Shazar, discours dans lequel il prend la défense de Pie XII, faisant depuis peu l'objet d'une polémique sur son « silence ». Au même moment, au nom du pape, le cardinal Tisserant se recueille au mémorial de Yad Vashem, dans la crypte érigée en mémoire des victimes juives du nazisme ; il allume six cierges en mémoire des six millions de Juifs disparus pendant la guerre.

#### Jordanie
Paul VI revient en Jordanie par la porte Mandelbaulm.

##### Rencontre avec le patriarche Athénagoras

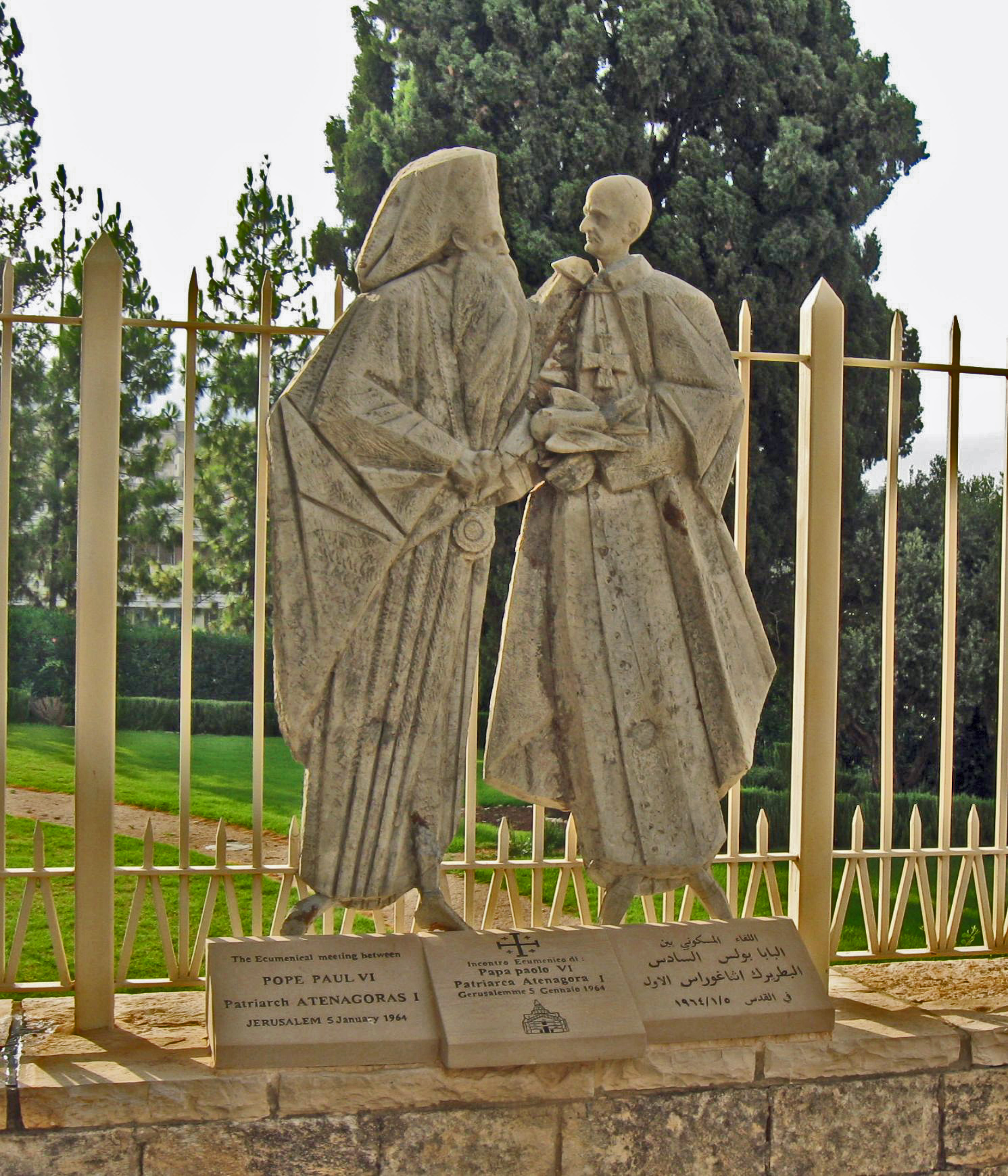
Sculpture commémorant la rencontre entre Athénagoras et Paul VI.

De retour à la délégation apostolique, le pape reçoit le patriarche Athénagoras Ier de Constantinople. Il s'agit d'une entrevue historique puisque c'est la première fois depuis 1439 (concile de Florence) que les primats des Églises de Rome et de Constantinople se rencontrent. Les deux hommes multiplient les gestes d'amitié : ils se prennent par la main, se montrent très émus. À l'issue de leurs allocutions respectives a lieu un entretien en français entre les deux hommes ; décision est prise de créer une commission où théologiens catholiques et orthodoxes discuteront sur les questions qui les divisent. À la fin de cet entretien, le pape offre un calice en or au patriarche (symbole de la communion entre les deux Églises voulue par le pape) et ils récitent ensemble le Pater, l'un en latin et l'autre en grec.

##### Visite de Sargent Shriver
La journée se termine par la visite de R. Sargent Shriver, chef du Corps de la Paix américain, qui remet au pape un message du président Johnson. Enfin, le pape reçoit un poliomyélitique de cinq ans, Samir Najjar, qu'il fait asseoir sur le siège même qu'avait occupé Athénagoras quelques minutes plus tôt.

### Lundi 6 janvier 1964

#### Bethléem
Pour son dernier jour de pèlerinage, jour de l'Épiphanie, Paul VI se rend à Bethléem où l'attend une foule aussi enthousiaste que les jours précédents. Pour éviter la bousculade de la porte de Damas survenue le 4 janvier, des barbelés et des barrières ont été installés.
Le pape célèbre d'abord la messe à l'autel des mages contigu à la grotte de la Nativité, au cours de laquelle il prononce une profession de foi puis une allocution orientée vers l'unité de l'Église. Il termine enfin en s'adressant aux chefs d'État du monde entier pour promouvoir la paix.

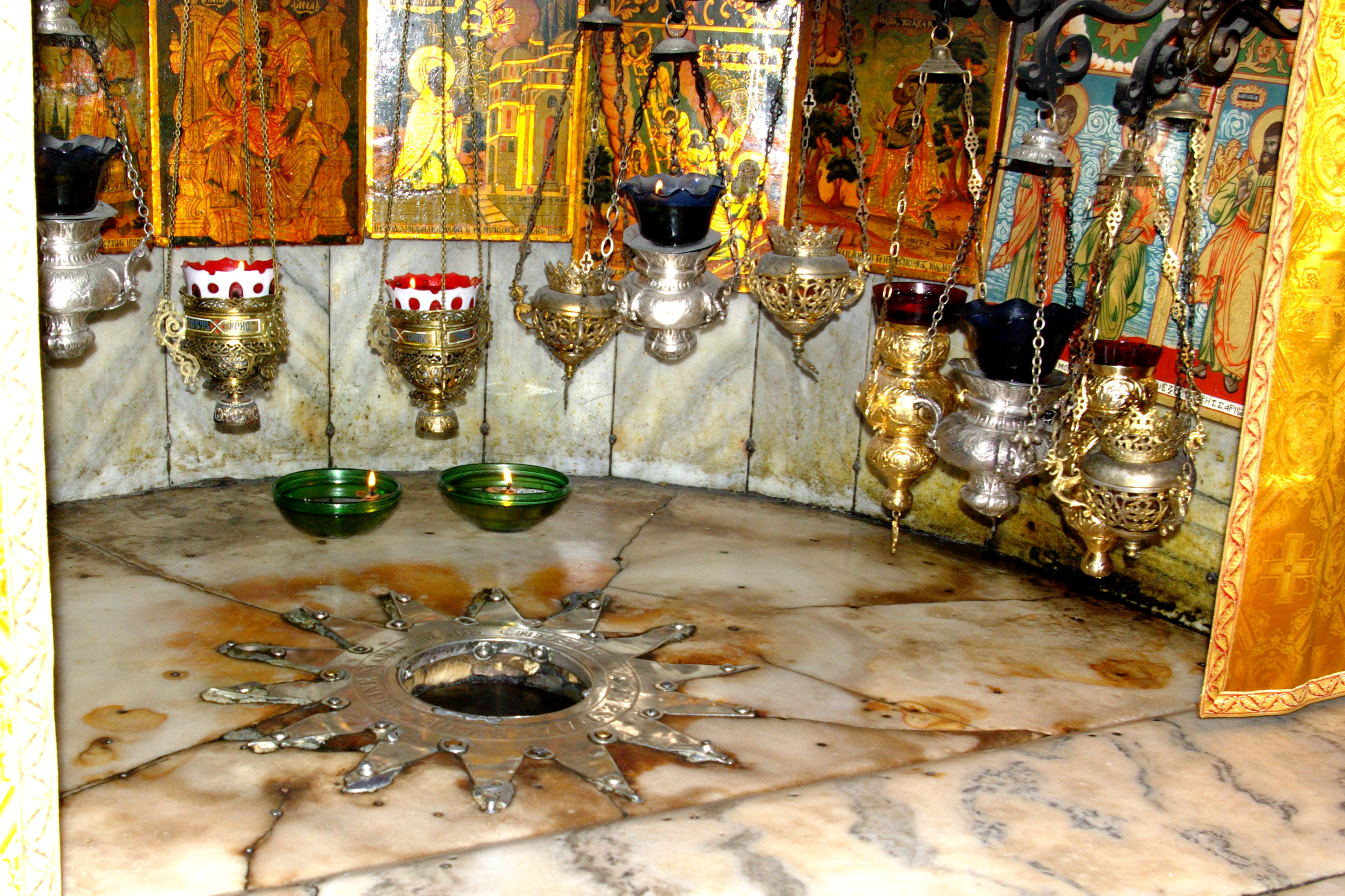
L'étoile à 14 branches dans la grotte de la Nativité.

#### Jérusalem

##### Nouvelle rencontre avec le patriarche Athénagoras
Après Bethléem, Paul VI retourne à Jérusalem, à la résidence du patriarche orthodoxe de la ville (sur la montagne de l'Ascension, pour rendre au patriarche Athénagoras la visite que ce dernier lui a faite la veille. Le protocole prévoit en effet que tout doit se passer sur un pied d'égalité entre les deux hommes. À la fin de l'entretien, le patriarche offre au pape un encolpion, croix pectorale portant une petite icône, symbole de l'autorité épiscopale chez les orthodoxes. Le pape n'hésite pas à le porter autour du cou. Puis les deux hommes lisent un passage de l'Évangile selon Jean, alternant le latin et le grec. Enfin, à l'initiative du pape, le patriarche et lui-même bénissent ensemble l'assistance.

##### Visite au patriarche Derderian
Puis, le pape rend visite au patriarche arménien Yeghishe Derderian.

##### Passage à la résidence du patriarche latin de Jérusalem
Le souverain pontife se rend ensuite à la résidence du patriarche latin de Jérusalem. Dans l'église du Nom du Christ jouxtant cette résidence, il reçoit le clergé latin ainsi que les religieuses.

##### Visite chez un paralytique
Avant de quitter Jérusalem, Paul VI rend visite à un paralytique, Mathia Khalil Nathan, voulant embrasser en lui tous les malades de Jérusalem.

##### Salut du grand mufti
Ensuite, le grand mufti lui apporte le grand salut de la population musulmane.

#### Amman
Le pape quitte Jérusalem à 12 h 30 pour Amman où, après un arrêt sur le bord de la mer Morte, il est de nouveau accueilli par le roi Hussein de Jordanie où des mots d'adieu sont échangés par les deux hommes. Avant de quitter la Terre sainte, le pape fait envoyer quelque deux cent quarante télégrammes aux responsables des communautés non catholiques ayant des observateurs au Concile, aux chefs d'État du monde entier et aux responsables des principales organisations internationales.

#### Retour à Rome
Paul VI prend enfin l'avion qui le ramène à l'aéroport de Rome Fiumicino vers 19 h, où il est de nouveau accueilli par le président Antonio Segni. Enfin, à 21 h 30, le pape accueille les vœux du Sacré Collège exprimés par son doyen, le cardinal Eugène Tisserant.

## Fruits du voyage

### Fruits spirituels
- C'est au cours de ce pèlerinage que le pape a eu l'idée de créer un centre d'études œcuméniques qui aurait son siège en Terre sainte. De retour à Rome, le Saint-Siège achète un terrain à Tantur, entre Jérusalem et Bethléem. En 1972, l'Institut œcuménique de recherches théologiques (en) ouvre ses portes, après que les programmes d'études ont été préparés par le théologien protestant Oscar Cullmann.